# 周遍寺
周遍寺（しゅうへんじ）とは兵庫県加西市に位置する高野山真言宗の寺院。

## 概要
651年に法道が北の峰に、石に写した経を納め、その場所に堂宇を建立したのが始まりとされる。本尊は如意輪観音、像は一尺八寸。中世には七堂の伽藍を有し、三十あまりの僧房を有するという規模であった。
1336年の湊川の戦いの時にはこの寺に、足利尊氏を追う新田義貞の軍を食い止めるために今川頼貞が布陣した。1578年には羽柴秀吉軍の兵火により伽藍を消失。1682年には地元の庄屋により再興。
この寺に至るまでの参道はハイキングコースとされており、加西観光二十選に選ばれている。この寺から見える葛西の山々は、ひょうごの景観ビューポイント150選に選ばれている。